# Klaas Vermeulen
Klaas Theodoor Vermeulen (* 4. März 1988 in Utrecht) ist ein niederländischer Hockeyspieler, der bei den Olympischen Spielen 2012 die Silbermedaille gewann. 2014 war er mit der niederländischen Nationalmannschaft Weltmeisterschaftszweiter, 2010 Weltmeisterschaftsdritter. Bei Europameisterschaften gewann er einmal Silber und einmal Bronze.

## Sportliche Karriere
Der 1,79 Meter große Mittelfeldspieler gehörte von 2007 bis 2014 zur Nationalmannschaft. In 96 Länderspielen erzielte er drei Tore.
Sein erstes großes Turnier war die Weltmeisterschaft 2010 in Neu-Delhi. Die Niederländer waren in der Vorrunde Zweite hinter der deutschen Mannschaft. Nach einer Halbfinalniederlage gegen die Australier gewannen die Niederländer das Spiel um den dritten Platz mit 4:3 gegen das englische Team, wobei Vermeulen im Spiel um den dritten Platz einen seiner drei Länderspieltreffer beisteuerte. Bei der Europameisterschaft 2011 in Mönchengladbach gewannen die Niederländer ihre Vorrundengruppe und besiegten im Halbfinale die Belgier. Im Finale unterlagen die Niederländer der deutschen Mannschaft. 2012 bei den Olympischen Spielen in London gewannen die Niederländer ihre Vorrundengruppe vor der deutschen Mannschaft, die sie im Vorrundenspiel mit 3:1 bezwangen. Im Halbfinale besiegten sie die Briten mit 9:2. Im Finale trafen die Niederländer wieder auf die deutschen Herren und unterlagen diesmal mit 1:2. Vermeulen wurde in sechs von sieben Spielen eingesetzt. 2013 bei der Europameisterschaft in Boom unterlagen die Niederländer im Halbfinale der deutschen Mannschaft, das Spiel um Bronze gewannen sie gegen die Engländer. 2014 waren die Niederlande Gastgeber der Weltmeisterschaft in Den Haag. Die Niederländer gewannen ihre Vorrundengruppe. Im Halbfinale besiegten die Niederländer das englische Team 1:0. Im Finale unterlagen sie den Australiern mit 1:6. Das Finale 2014 war Vermeulens letztes Länderspiel.
Klaas Vermeulen spielte beim SV Kampong und beim Amsterdamsche Hockey & Bandy Club, mit dem er 2012 niederländischer Meister war.